# 裴由美
裴由美（韓語：배유미，1971年5月2日—），韓國電視劇編劇。

## 作品

### 電視劇
- 1998年：SBS《我心盪漾》
- 1999年：SBS《Happy Together》
- 2000年：KBS《愛情的代價》
- 2002年：MBC《羅曼史》
- 2003年：MBC《我的威風女友》
- 2004年：MBC《12月的熱帶夜》
- 2006年：MBC《真的真的喜歡你》
- 2008年：MBC《你是誰》
- 2011年：MBC《一閃一閃亮晶晶》
- 2013年：MBC《醜聞：極具衝擊性與不道德的事件》
- 2015年：SBS《我有愛人了》
- 2018年：SBS《要先接吻嗎？》
- 2019年：KBS《愛情是Beautiful，人生是Wonderful》

## 獲獎
- 2011年：MBC電視劇大賞－作家獎（一閃一閃亮晶晶）

## 外部連結
- NAVER搜索（页面存档备份，存于）